# Kepler-80c
Kepler-80c es uno de los seis planetas extrasolares que orbitan la estrella Kepler-80. Fue descubierto por el método de tránsito astronómico en el año 2012. Kepler-80c ha sido descubierto por el telescopio espacial Kepler y fue clasificado inicialmente como candidato a planeta. Un nuevo análisis estadístico en 2014 dirigido por un equipo del Centro de Investigación Ames de la NASA ha validado el planeta con más del 99 por ciento de confianza. Aunque muchos parámetros de Kepler-80c son aún desconocidos, el objeto es muy poco probable que sea un falso positivo.